# Wilcot, Huish and Oare
Wilcot, Huish and Oare är en civil parish i distriktet Wiltshire i grevskapet Wiltshire i England. Det inkluderar Draycot Fitz Payne, Huish, Oare, West Stowell och Wilcot. Parish har 586 invånare (2001).